# Вайсенборн (Хольцланд)
Вайсенборн (нем. Weißenborn) — община в Германии, в земле Тюрингия.
Входит в состав района Заале-Хольцланд. Подчиняется управлению Бад Клостерлаусниц. Население составляет 1248 человек (на 31 декабря 2010 года). Занимает площадь 10,04 км².